# Marumori
Marumori (jap. 丸森町 Marumori-machi) – miasto w Japonii, na wyspie Honsiu, w prefekturze Miyagi. Według danych na rok 2020 miejscowość zamieszkiwało 12 262 mieszkańców , a gęstość zaludnienia wyniosła 44,9 os./km².